# Ava Holmgren
Ava Holmgren (Oro-Medonte, 22 mei 2005) is een Canadese veldrijdster, mountainbiker en wielrenster.

## Palmares

### Veldrijden
| Seizoen   | Klassementen | Klassementen | Klassementen | Klassementen | Kampioenschappen | Kampioenschappen | Kampioenschappen | UCI-Ranking | Podia    | Podia    | Podia    | Aantal crossen |
| Seizoen   | WB           | SP           | X2O          | USCX         | WK               | PK               | CK               | UCI-Ranking | Goud     | Zilver   | Brons    | Aantal crossen |
| Junioren  | Junioren     | Junioren     | Junioren     | Junioren     | Junioren         | Junioren         | Junioren         | Junioren    | Junioren | Junioren | Junioren | Junioren       |
| --------- | ------------ | ------------ | ------------ | ------------ | ---------------- | ---------------- | ---------------- | ----------- | -------- | -------- | -------- | -------------- |
| 2021-22   | 13e          | NVT          | Zilver       | 15e          | 7e               | Goud             | -                | NVT         | 6        | 2        | 0        | 15             |
| 2022-23   | Zilver       | NVT          | Zilver       | 9e           | Zilver           | Goud             | -                | NVT         | 5        | 5        | 2        | 14             |
| Beloften  |              |              |              |              |                  |                  |                  |             |          |          |          |                |
| 2023-2024 |              | NVT          | NVT          | NVT          |                  | Zilver           | -                | NVT         | 0        | 1        | 0        | 1              |
| Elite     |              |              |              |              |                  |                  |                  |             |          |          |          |                |
| 2022-23   | 40e          | -            | 42e          | -            | -                | -                | Goud             | 20e         | 1        | 2        | 0        | 10             |
| 2023-2024 |              |              |              | -            |                  | -                | Goud             |             | 1        | 1        | 0        | 6              |

#### Podiumplaatsen Elite
| Legenda                       |
| ----------------------------- |
| Wereldkampioenschappen        |
| Continentale kampioenschappen |
| Nationale kampioenschappen    |
| Wereldbeker                   |
| Superprestige                 |
| Trofee                        |
| Overige veldritten            |

| Nr.           | Seizoen       | Datum            | Veldrit                                       | Cat.          | Wedstrijdserie                 |               |
| Overwinningen | Overwinningen | Overwinningen    | Overwinningen                                 | Overwinningen | Overwinningen                  | Overwinningen |
| ------------- | ------------- | ---------------- | --------------------------------------------- | ------------- | ------------------------------ | ------------- |
| 1.            | 2022-23       | 26 november 2022 | Canadees kampioenschap, Langford              | CN            | Canadese kampioenschappen (#1) |               |
| 2.            | 2023-2024     | 25 november 2023 | Canadees kampioenschap, Victoria              | CN            | Canadese kampioenschappen (#2) | [ 1 ]         |
| 2e plaatsen   |               |                  |                                               |               |                                |               |
| 1.            | 2022-23       | 12 november 2022 | Northampthon international dag 1, Northampton | C2            | Overige (#1)                   |               |
| 2.            | 2022-23       | 27 november 2022 | Bear Crossing GP, Langford                    | C2            | Overige (#2)                   |               |
| 3.            | 2023-2024     | 26 november 2023 | Bear Crossing Grand Prix, Victoria            | C2            | Overige (#3)                   | [ 2 ]         |
| 3e plaatsen   |               |                  |                                               |               |                                |               |
| 1.            | 2023-2024     | 1 januari 2024   | GP Sven Nys, Baal                             | C1            | X²O Badkamers Trofee (#1)      | [ 3 ]         |

#### Jeugd
| Seizoen  | Wereldbeker | Trofee   | USCX              | WK       | PK       | CK       | Overige                                              | Aantal zeges |
| Junioren | Junioren    | Junioren | Junioren          | Junioren | Junioren | Junioren | Junioren                                             | Junioren     |
| -------- | ----------- | -------- | ----------------- | -------- | -------- | -------- | ---------------------------------------------------- | ------------ |
| 2021-22  |             |          | Mason I           | 7e       | Goud     | -        | Trek Cup, Northampton II, Hendersonville I, Gullegem | 6            |
| 2022-23  | Besançon    |          | Rochester I en II | Zilver   | Goud     | -        | Trek Cup                                             | 5            |
| Beloften |             |          |                   |          |          |          |                                                      |              |
| 2023-24  |             | NVT      | NVT               |          | Zilver   | -        |                                                      | 0            |

### Mountainbiken
| Seizoen  | WK       | PK       | CK       | Overige                | Aantal zeges |
| Junioren | Junioren | Junioren | Junioren | Junioren               | Junioren     |
| -------- | -------- | -------- | -------- | ---------------------- | ------------ |
| 2022     | 18e      | -        | Zilver   | Fayetville, Sherbrooke | 2            |
| 2023     | -        | -        | -        | Harwood, Merkur        | 2            |

### Wegwielrennen

#### Overwinningen
2025
 Canadees kampioene tijdrijden, beloften

#### Resultaten in voornaamste wedstrijden
|      | \| Jaar \| \| WK op de weg \| \| ---- \| \| ------------ \| \| 2024 \| \| 22e \| |              |
| Jaar |                                                                                  | WK op de weg |
| 2024 |                                                                                  | 22e          |

## Trivia
Ava is de tweelingzus van Isabella en heeft een oudere broer Gunnar. Zij zijn beiden ook wielrenners.

## Ploegen
- 2024 –  Lidl-Trek
- 2025 –  Lidl-Trek

van Anrooij · Bäckstedt · Balsamo · Brand · Chapman · Copponi · Deignan · van Dijk · Hanson · A. Holmgren · I. Holmgren · Klein · Longo Borghini · Moors · Realini · Sanguineti · Sharp · Spratt · Wilson-Haffenden
van Anrooij · Balsamo · Bjerg · Brand · Copponi · Deignan · van Dijk · Fisher-Black · Hanson · Henderson · A. Holmgren · I. Holmgren · Markus · Moors · Realini · Sanguineti · Sharp · Spratt · Wilson-Haffenden